# 西村眞
西村 眞（にしむら まこと、1947年または1948年 - ）は、日本の地方公務員。愛知県環境部長、同総務部長、同副知事を歴任。瑞宝中綬章受章。

## 人物・経歴
愛知県庁入庁後、2003年 (平成15年) 4月に新家正義の後任として環境部長を務め、2004年4月に同職を稲垣隆司と交代し伊藤敏雄の後任として総務部長、2006年4月に同職を今井秀明と交代し長谷川信義らの後任として稲垣とともに愛知県副知事に就任した。2010年3月に小川悦雄、片桐正博を後任として副知事の任期満了後、退任。退任後に愛知県信用保証協会理事長、愛知県中小企業活性化懇話会委員を務めた。

## 栄典
- 平成30年春の叙勲で地方自治功労により瑞宝中綬章を受章した[1]。